# جياوتسو
جياوتسو (بالصينية: 焦作市 )‏ هي مدينة على مستوى محافظة، في جمهورية الصين الشعبية، تتبع خنان، بلغ عدد سكانها 3,540,101 نسمة في 2010، تبلغ مساحتها 4,071.1 كيلومتر مربع، رمزها البريدي هو 454150.

## معرض صور

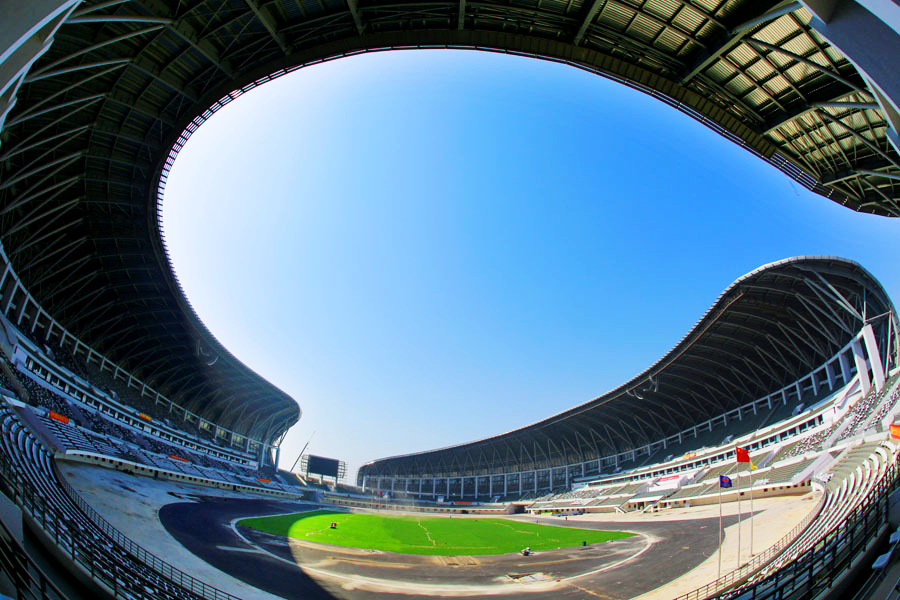
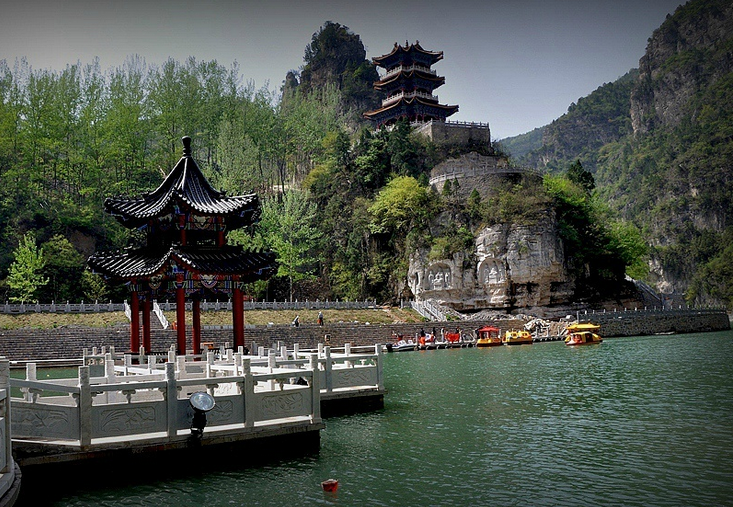
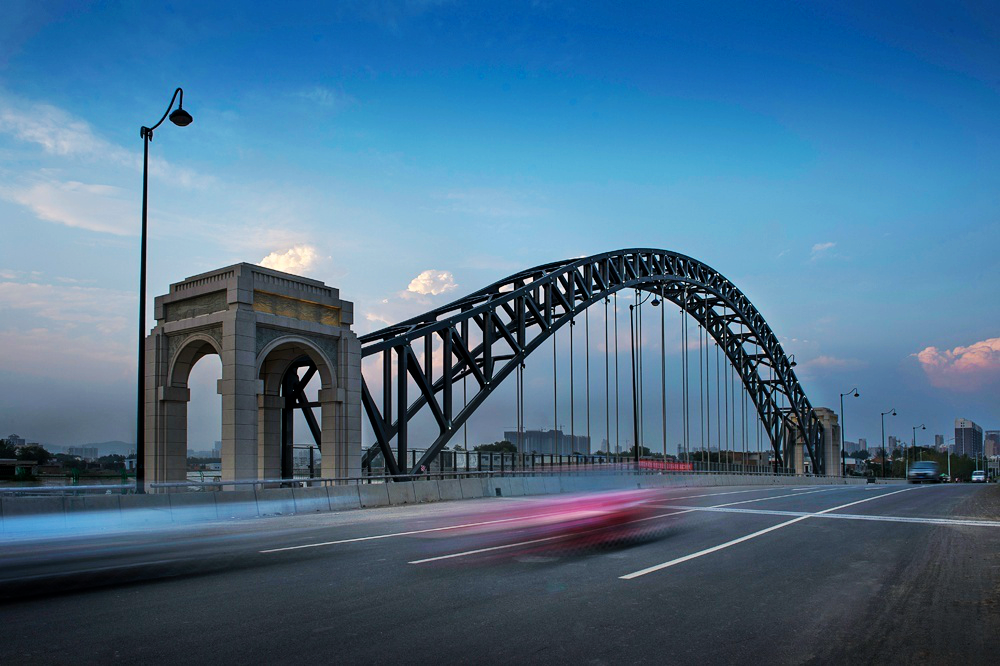

## الموقع
تشترك في الحدود مع:
- تشنغتشو
- شينشيانغ.

## مدن توأم
المدن التوأم:
- لوبلين
- تشنغجو
- غيونغجو[5]
- فرايبورغ
- كولونيا.

## التقسيمات الإدارية
- Zhongzhan, Jiaozuo [الإنجليزية]‏
- Macun, Jiaozuo [الإنجليزية]‏
- Shanyang, Jiaozuo [الإنجليزية]‏
- Xiuwu County [الإنجليزية]‏
- Bo'ai County [الإنجليزية]‏
- Wuzhi County [الإنجليزية]‏
- Wen County, Henan [الإنجليزية]‏
- كينيانغ  [لغات أخرى]‏
- Mengzhou [الإنجليزية]‏.

## أعلام
- لي جين
- تشن تشونغ